# Feröer községei

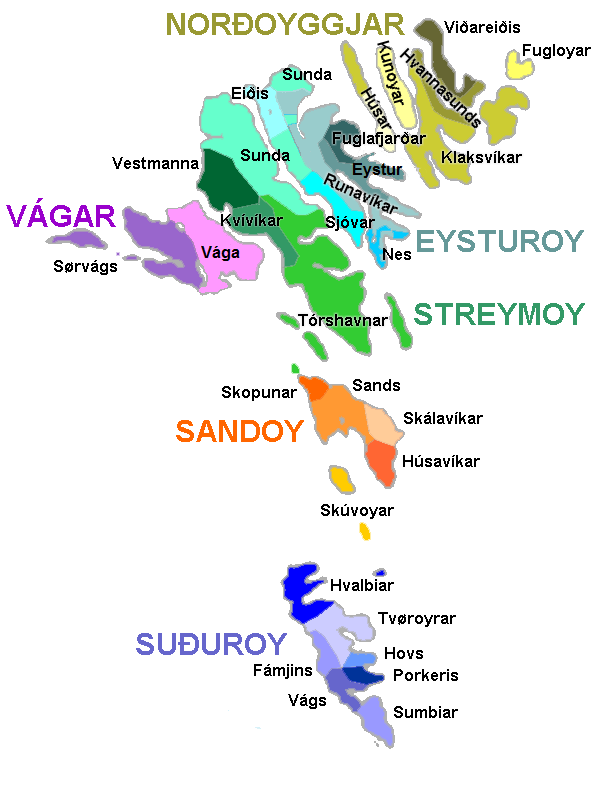
Feröer községei 2009. január 1. óta

Feröer 2009. január 1. óta közigazgatásilag 30 községre (kommuna, helyi önkormányzattal rendelkező közigazgatási egység) oszlik. Magyarországgal ellentétben itt egy község általában több települést is magában foglal: a 30 községben összesen mintegy 120 település található.

## Jogállás

### Összeolvadások
1995-ben a feröeri kormány egy bizottságot nevezett ki, hogy javaslatot tegyen egy új helyi önkormányzati rendszerre. A bizottság jelentését 1998-ban hozták nyilvánosságra: a községek számának 7-9-re csökkentését javasolta, valamint az állami és községi hatáskörök pontosabb elválasztását. A jelentés nagy vitákat kavart, és a községek összeolvadásának ötlete nem örvend egyhangú támogatásnak, de a vihar csillapodni látszik. Az elmúlt években néhány község már összeolvadt: számuk 48-ról 2004-ben 34-re, azóta 30-ra csökkent. A nagyobb községek létrehozásával a hosszútávú cél az, hogy erősítsék a helyi önkormányzatokat, és decentralizálják a hivatalokat és a közszolgáltatásokat. 2007-ben döntés született arról, hogy pontosan 7-re kívánják csökkenteni a községek számát, és ezt a kormány a 2011-ig tartó hivatali ciklusában kívánja véghezvinni.

### Költségvetés
A községek bevételei 2007-ben összesen 1,4 milliárd koronát tettek ki. A működési költségek ebből 990 milliót vittek el, a főbb tételek a következők: szociális és egészségügyi kiadások 37%, építés, áruk és szolgáltatások 27%, oktatás és kultúra 21%, hivatali működés 15%. A beruházások összesen 486 millió koronát tettek ki, míg a kamatkiadások 17 millió koronára rúgtak.
A bevételek főként a személyi jövedelemadóból származnak. Az adókat a kormányzat szedi be, és utalja át a községeknek. A községi adókulcs községenként változik, és fix (a jövedelem nagyságától független) ráta. Mértéke 2008-ban 16% és 23,5% között szóródott, átlagosan 20,65%-ot tett ki. Az éves adóalap minden 18 év alatti gyermek után csökkenthető, községenként változó (3000 és 6500 korona közötti) mértékben. A 18%-os társasági adó bevételeinek 38%-át kapják meg a községek. Kivételt képeznek az olajipari cégek, amelyek más kulccsal adóznak, és a bevétel teljes egészében az államkincstárt gazdagítja.
A községek adóssága átlagosan 17 000 korona lakosonként, de nagyok a különbségek: míg egyes községeknek nincs vagy alig van adóssága, 12 községé lakosonként 20-50 000 korona között van, így az adósságszolgálat a költségvetés jelentős részét leköti. A községek összes bruttó adóssága 800 millió koronát tett ki 2007-ben.

### Együttműködés
A községek két szövetségbe tömörülnek: a Kommunusamskipan Føroya a nagyobb községeket, míg a Føroya Kommunufelag a kicsiket tömöríti. Közösen üzemeltetnek egy hulladékkezelő céget (IRF) és az ő tulajdonukban van az elektromos művek (SEV) is.

## Történelem
Feröer községeinek száma a történelem folyamán gyakran változott. Az első község Tórshavn község volt, amely 1866-os megalakulása óta Feröer fővárosa. A szigeteket teljesen lefedő, (polgári) egyházközségekből álló rendszert 1872-ben hozták létre.

### 1866-1900
1866. február 16-án Létrejött Tórshavn község.
1872-ben hozták létre a (polgári) egyházközségeket. A teljes szigetcsoportot 8 község fedte le, amelyek megegyeztek a mai régiókkal azzal a különbséggel, hogy Streymoyon – Tórshavnt is beleértve – 3 község volt.
- Létrejött Eysturoy egyházközség, Norðoyar egyházközség, Norðstreymoy egyházközség, Sandoy egyházközség, Suðuroy egyházközség, Suðurstreymoy egyházközség és Vágar egyházközség.[5]

1876-ban megtörtént az első szétválás:
- Suðurstreymoy egyházközségből kivált Nólsoy egyházközség.[4]

1878-ban újabb község alakult:
- Suðuroy egyházközségből kivált Hvalba egyházközség.[4]

Egy évvel később (1879) a következő változás történt:
- Suðuroy egyházközségből kivált Froðba egyházközség.[4]

Néhány év változatlanság után, 1892-ben újabb szétválás következett:
- Norðstreymoy egyházközségből kivált Vestmanna egyházközség.[4]

1894-ben Eysturoy egyházközség is osztódni kezdett:
- Eysturoy egyházközségből kivált Eiði egyházközség.[4]

Két évre rá, 1896-ban a folyamat folytatódott:
- Eysturoy egyházközségből kivált Sjóv egyházközség, valamint Nes és Gøta egyházközség.[4]

### 1901-1918
1906:
- Eysturoy egyházközségből kivált Funningur egyházközség.[4]

1908:
- Norðoyar egyházközség szétvált Klaksvík egyházközségre, Viðareiði, Fugloy és Svínoy egyházközségre és Kunoy, Mikladalur és Húsar egyházközségre.[4]
- Suðuroy egyházközség szétvált Vágur egyházközségre, Porkeri egyházközségre, Sumba egyházközségre és Fámjin egyházközségre.[4]

1911:
- Vágar egyházközségből kivált Mykines egyházközség.[4]

1912:
- Nes és Gøta egyházközség szétvált Nes egyházközségre és Gøta egyházközségre.[4]

1913:
- Viðareiði, Fugloy és Svínoy egyházközség szétvált Viðareiði egyházközségre, valamint Fugloy és Svínoy egyházközségre.[4]
- Norðstreymoy egyházközség szétvált Kvívík egyházközségre, Kollafjørður egyházközségre, Hvalvík egyházközségre, valamint Haldarsvík és Saksun egyházközségre.[4]

1915:
- Vágar egyházközség szétvált Miðvágur egyházközségre, Sandavágur egyházközségre, Sørvágur egyházközségre és Bøur egyházközségre.[4]

1918:
- Eysturoy egyházközség szétvált Oyndarfjørður egyházközségre, Fuglafjørður egyházközségre és Leirvík egyházközségre.[4]

### 1919-1932
1920:
- Porkeri egyházközségből kivált Hov egyházközség.[4]

1928:
- Nes település átkerült Porkeri egyházközségből Vágur egyházközségbe.

Tíz év szünet után, 1930-ban újabb jelentős változások történtek:
- Suðurstreymoy egyházközség szétvált Tórshavni városkörnyék egyházközségre, Hestur egyházközségre, Kaldbak egyházközségre, valamint Kirkjubøur egyházközségre.
- Sandoy egyházközség szétvált Sandur egyházközségre, Skálavík egyházközségre, Húsavík egyházközségre, Skúvoy és Dímun egyházközségre, valamint Skopun egyházközségre.[4]

1931:
- Kunoy, Mikladalur és Húsar egyházközség szétvált Kunoy egyházközségre, Mikladalur egyházközségre és Húsar egyházközségre.[4]

1932:
- Fugloy és Svínoy egyházközség szétvált Fugloy egyházközségre és Svínoy egyházközségre.[4]

### 1933-1967
1944:
- Haldarsvík és Saksun egyházközség szétvált Haldarsvík egyházközségre és Saksun egyházközségre.
- Eiði egyházközségből kivált Sundini egyházközség.[4]

1948:
- Funningur községből kivált Gjógv község.
- Oyndarfjørður községből kivált Elduvík község.[4]

1950:
- Viðareiði községből kivált Hvannasund község.[4]

1952:
- Sjóv községből kivált Skáli község.[4]

1954:
- Hvalvík községből kivált Hósvík község.[4]

1967:
- Nes községből kivált Runavík község.[4]

### 1968 óta
1968-ban megfordult a trend, és az addigi szétválások helyett az összeolvadások váltak jellemzővé.

#### 1977
1977. január 1-től a következő változások történtek:
- Tórshavn községbe beolvadt Kaldbak község.[6][7]

#### 1978
1978-ban a következő változások történtek:
- Hoyvík és Hvítanes a Tórshavni városkörnyék községből kiválva csatlakozott Tórshavn községhez.[8]
- A Tórshavni városkörnyék község megmaradt része Argir község néven működött tovább.[9]

#### 1997
1997. január 1-től a következő változások történtek:
- Tórshavn községbe beolvadt Argir község.[10]

#### 2001
2001. január 1-től a következő változások történtek:
- Tórshavn községbe beolvadt Kollafjørður község.[11]

#### 2005

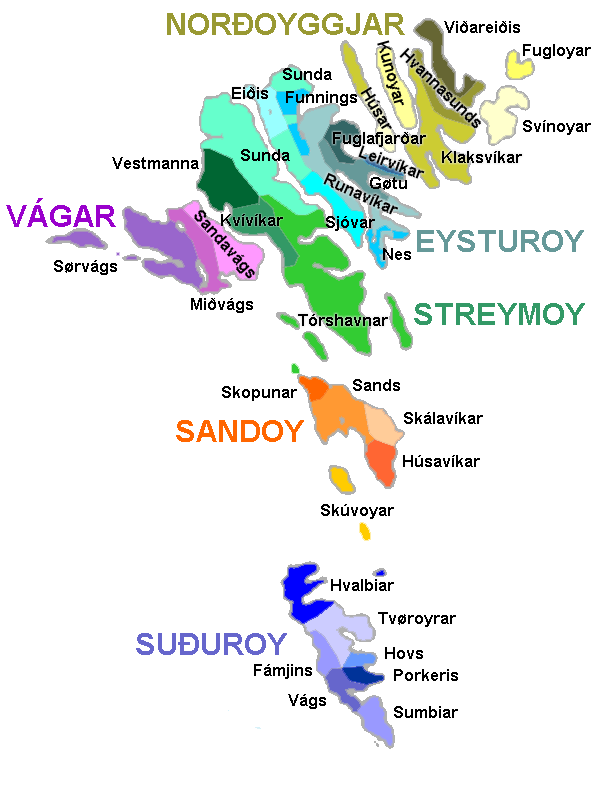
Feröer községei 2005-2008 között

2004. december 31-ig 48 község volt Feröeren, melyekből több összeolvadással jött létre a jelenlegi 34. A következő változások történtek 2005. január 1-jén:
- Tórshavn községbe beolvadt Hestur község, Kirkjubøur község és Nólsoy község.
- Klaksvík községbe beolvadt Mikladalur község.
- Runavík községbe beolvadt Elduvík község, Oyndarfjørður község és Skáli község.
- Sundini község néven egyesült a korábbi, kisebb Sundini község, valamint Gjógv község, Haldarsvík község, Hósvík község, Hvalvík község és Saksun község.
- Sørvágur községbe beolvadt Bøur község és Mykines község.

#### 2009
2009. január 1-jével a községek száma 34-ről tovább csökkent 30-ra.
- Eystur község néven egyesült Gøta község és Leirvík község.[12]
- Runavík községbe beolvadt Funningur község.[13]
- Klaksvík községbe beolvadt Svínoy község.[14][15]
- Vágar község néven egyesült Miðvágur község és Sandavágur község.[16][17]

## Községek listája
| Község              | Lakosság | Terület (km²) | Régió                          | Sziget                 | Települések |
| ------------------- | -------- | ------------- | ------------------------------ | ---------------------- | --- |
| Tórshavn község     | 20382    | 172,9         | Streymoy régió                 | Streymoy               | Argir, Hestur, Hoyvík, Hvítanes, Kaldbak, Kaldbaksbotnur, Kirkjubøur, Kollafjørður, Koltur, Mjørkadalur, Nólsoy, Norðradalur, Oyrareingir, Signabøur, Sund, Syðradalur (Streymoy), Tórshavn, Velbastaður |
| Eiði község         | 746      | 37,2          | Eysturoy régió                 | Eysturoy               | Eiði, Ljósá, Svínáir |
| Eystur község       | 2156     | 40,5          | Eysturoy régió                 | Eysturoy               | Gøtugjógv, Leirvík, Norðragøta, Syðrugøta, Undir Gøtueiði (Gøtueiði) |
| Fámjin község       | 83       | 13,3          | Suðuroy régió                  | Suðuroy                | Fámjin |
| Fuglafjørður község | 1584     | 23,0          | Eysturoy régió                 | Eysturoy               | Fuglafjørður, Hellur |
| Fugloy község       | 37       | 11,0          | Norðoyar régió                 | Fugloy                 | Hattarvík, Kirkja |
| Hov község          | 110      | 10,3          | Suðuroy régió                  | Suðuroy                | Hov |
| Húsar község        | 43       | 16,4          | Norðoyar régió                 | Kalsoy                 | Húsar, Syðradalur (Kalsoy) |
| Húsavík község      | 125      | 26,0          | Sandoy régió                   | Sandoy                 | Dalur, Húsavík (Feröer), Skarvanes |
| Hvalba község       | 713      | 40,0          | Suðuroy régió                  | Suðuroy, Kis-Dímun     | Hvalba, Sandvík |
| Hvannasund község   | 414      | 33,1          | Norðoyar régió                 | Borðoy, Viðoy          | Depil, Hvannasund, Múli, Norðdepil, Norðtoftir |
| Klaksvík község     | 5257     | 113,7         | Norðoyar régió                 | Borðoy, Kalsoy, Svínoy | Ánir (Ánirnar), Árnafjørður, Klaksvík, Mikladalur, Norðoyri, Svínoy, Trøllanes |
| Kunoy község        | 155      | 35,2          | Norðoyar régió                 | Kunoy                  | Haraldssund, Kunoy |
| Kvívík község       | 587      | 49,0          | Streymoy régió                 | Streymoy               | Kvívík, Leynar, Skælingur, Stykkið, Válur |
| Nes község          | 1226     | 13,9          | Eysturoy régió                 | Eysturoy               | Nes (Eysturoy), Saltnes, Toftir |
| Porkeri község      | 297      | 13,6          | Suðuroy régió                  | Suðuroy                | Porkeri |
| Runavík község      | 4211     | 99,9          | Eysturoy régió                 | Eysturoy               | Elduvík, Funningsfjørður, Funningur, Glyvrar, Lambareiði, Lambi, Oyndarfjørður, Rituvík, Runavík, Saltangará, Skálabotnur, Skáli, Skipanes, Søldarfjørður, Æðuvík                                        |
| Sandur község       | 537      | 47,5          | Sandoy régió                   | Sandoy                 | Sandur |
| Sjóv község         | 956      | 33,3          | Eysturoy régió                 | Eysturoy               | Innan Glyvur, Kolbanargjógv, Morskranes, Selatrað, Strendur |
| Skálavík község     | 132      | 29,1          | Sandoy régió                   | Sandoy                 | Skálavík |
| Skopun község       | 446      | 8,7           | Sandoy régió                   | Sandoy                 | Skopun |
| Skúvoy község       | 42       | 12,5          | Sandoy régió                   | Skúvoy, Nagy-Dímun     | Skúvoy, Stóra Dímun (Dímun) |
| Sumba község        | 343      | 25,0          | Suðuroy régió                  | Suðuroy                | Akrar, Lopra, Sumba, Víkarbyrgi |
| Sundini község      | 1811     | 157,5         | Streymoy régió, Eysturoy régió | Streymoy, Eysturoy     | Gjógv, Haldarsvík, Hósvík, Hvalvík, Langasandur, Nesvík, Norðskáli, Oyrarbakki, Oyri, Saksun, Streymnes, Tjørnuvík                                                                                       |
| Sørvágur község     | 1134     | 84,5          | Vágar régió                    | Vágar, Mykines         | Bøur, Gásadalur, Mykines, Sørvágur |
| Tvøroyri község     | 1711     | 42,8          | Suðuroy régió                  | Suðuroy                | Froðba, Trongisvágur, Tvøroyri, Øravík, Øravíkarlíð |
| Vágar község        | 1962     | 102,8         | Vágar régió                    | Vágar                  | Miðvágur, Sandavágur, Vatnsoyrar |
| Vágur község        |          | 20,6          | Suðuroy régió                  | Suðuroy                | Nes (Suðuroy), Vágur |
| Vestmanna község    |          | 51,5          | Streymoy régió                 | Streymoy               | Vestmanna |
| Viðareiði község    | 350      | 30,0          | Norðoyar régió                 | Viðoy                  | Viðareiði |
| Összesen:           | 54149    |               | 6                              | 18                     | |